# مرزبورگ-کورفورت
مرزبورگ-کورفورت (به آلمانی: Landkreis Merseburg-Querfurt) یک ناحیه در آلمان است که در زاکسن-آنهالت واقع شده‌است. مرزبورگ-کورفورت ۱۳۲٬۱۸۰ نفر جمعیت دارد.